# Аилингинаэ
Аилингинаэ (Аэленинь-Аэ) (англ. Ailinginae, марш. Aelōn̄in Ae [ɑ̯ɑ͡æe̯elʲe͡ɤŋɯ͡inʲ-ɑ̯ɑ͡æɛ̯ɛɛ̯]) — атолл в Тихом океане в составе цепи Ралик (Маршалловы Острова). Исторические названия острова — Радагола (англ. Radagola).

## География

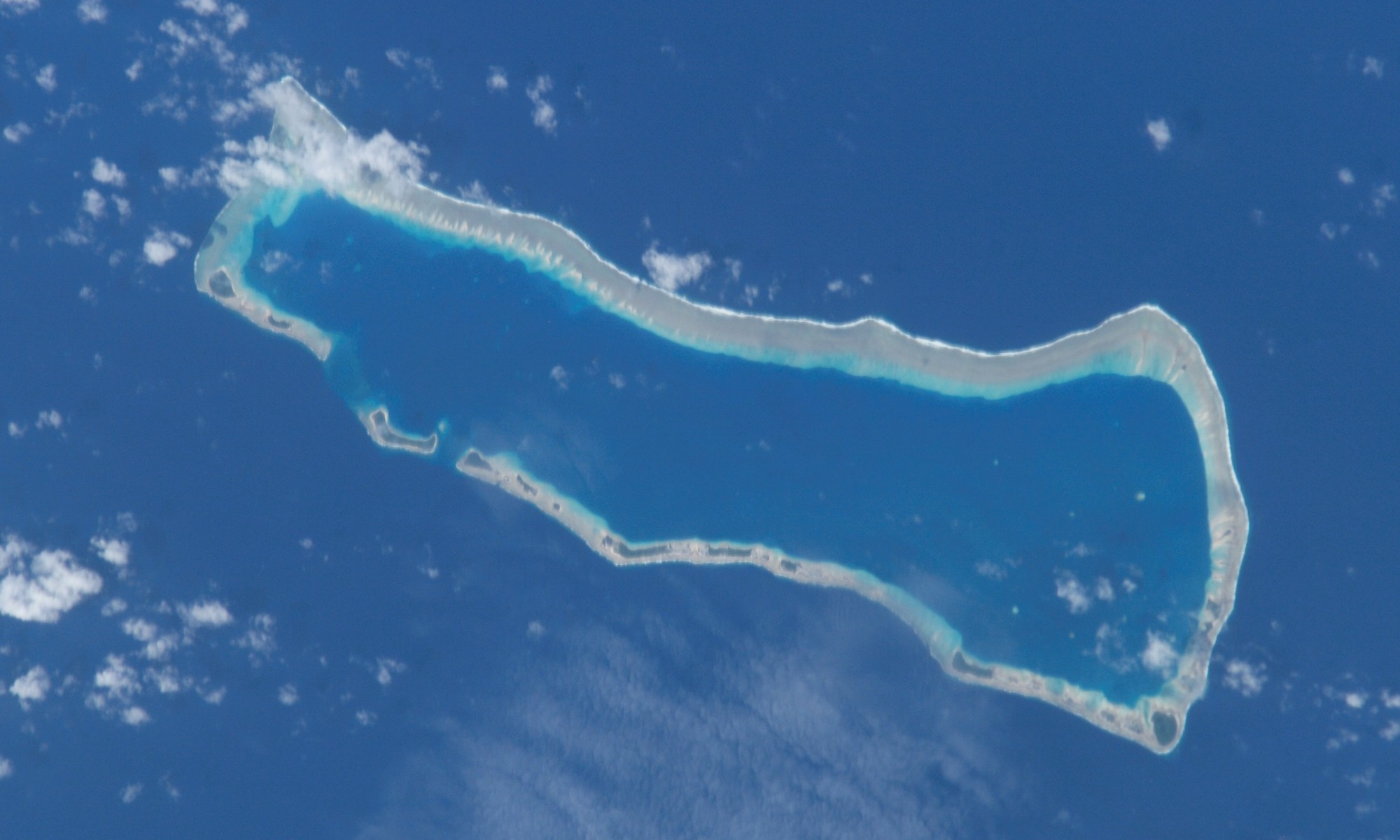
Вид атолла Аилингинаэ из космоса

Аилингинаэ находится в 20 км к юго-западу от острова Ронгелап. Ближайший материк, Австралия, расположен в 3400 км.
Остров имеет прямоугольную форму. Состоит из 25 островков, или моту. Длина острова составляет около 27 км, ширина — 9 км. Площадь сухопутной части Аилигинаэ составляет 2,80 км², площадь лагуны — 105,96 км².
Остров покрыт густыми зарослями типичной для атоллов растительности. На одном из моту произрастает кокосовая пальма, завезённая человеком.
Климат на Аилингинаэ тропический. Случаются разрушительные циклоны.

## История
Согласно мифологическим представлениям маршалльцев остров был создан богом Лова.
Аилингинаэ был впервые открыт европейцами в 1529 году. Это сделал испанский путешественник Альваро де Сааведра. Впоследствии мимо острова проплывало множество торговых и китобойных судов.
В 1860-х годах на Маршалловых островах стали появляться первые германские торговцы копрой, а в 1874 году Испания официально объявила о своих притязаниях на архипелаг. 22 октября 1885 года Маршалловы острова были проданы Испанией Германии, которая управляла архипелагом через Джалуитскую компанию. Официально германский протекторат над островами был установлен 13 сентября 1886 года. С 1 апреля 1906 года все острова архипелага были в составе Германской Новой Гвинеи, подчиняясь окружному офицеру Каролинских островов. В 1914 году Маршалловы острова были захвачены японцами. В 1922 году острова стали мандатной территорией Лиги Наций под управлением Японии. С 1947 года архипелаг стал частью Подмандатной территорией Тихоокеанские острова под управлением США. В 1979 году Маршалловы острова получили ограниченную автономию, а в 1986 году с США был подписан Договор о свободной ассоциации, согласно которому США признавали независимость Республики Маршалловы Острова. С тех пор Аилингинаэ — часть Республики Маршалловы Острова.

## Население
Атолл необитаем с 1954 года, когда немногочисленные жители были эвакуированы в связи со взрывом водородной бомбы «Кастл Браво» на атолле Бикини.